# بوبي كوكس (لاعب كرة قاعدة)
بوبي كوكس (بالإنجليزية: Bobby Cox)‏ (و. 1941  م) هو لاعب كرة القاعدة، من الولايات المتحدة، ولد في تلسا، مركز لعبه هو قاعدي ثالث ‏.

## روابط خارجية
- بوبي كوكس على موقع دوري كرة القاعدة الرئيسي (الإنجليزية)
- بوبي كوكس على موقعبيزبول رفرنس.كوم (الدوري الرئيسي) (الإنجليزية)
- بوبي كوكس على موقعبيزبول رفرنس.كوم (الدوري الثانوي) (الإنجليزية)
- بوبي كوكس على موقع إي إس بي إن.كوم (أم.أل.بي) (الإنجليزية)
- بوبي كوكس على موقع مشجعي الرسوم البيانية (الإنجليزية)
- بوبي كوكس على موقع قاعة مشاهير كرة القاعدة (الإنجليزية)
- بوبي كوكس على موقع قاعة جورجيا للمشاهير الرياضية (مؤرشف) (الإنجليزية)